# Roman Wojtecki
Roman Wojtecki (ur. 23 marca 1876 w Wągrowcu, zm. 9 listopada 1928 w Wąbrzeźnie) – księgarz polski, działacz społeczny.

## Życiorys
Ukończył szkołę w Wągrowcu. W 1904 przeniósł się na Pomorze do Wąbrzeźna, gdzie rok później założył polską księgarnię. Był bojkotowany i szykanowany przez władze pruskie. W prasowym wspomnieniu pośmiertnym wspominany był jako "gorliwy Polak i katolik", który "odznaczał się gorliwością w służbie obywatelskiej, brał nader czynny udział w pracy społecznej należąc do szeregu stowarzyszeń i korporacyj". Zmarł nagle w listopadzie 1928, po jego śmierci księgarnię prowadziła J. Wojtecka (zapewne wdowa); firmę zlikwidowali hitlerowcy po wybuchu wojny. 